# Anlage Süd

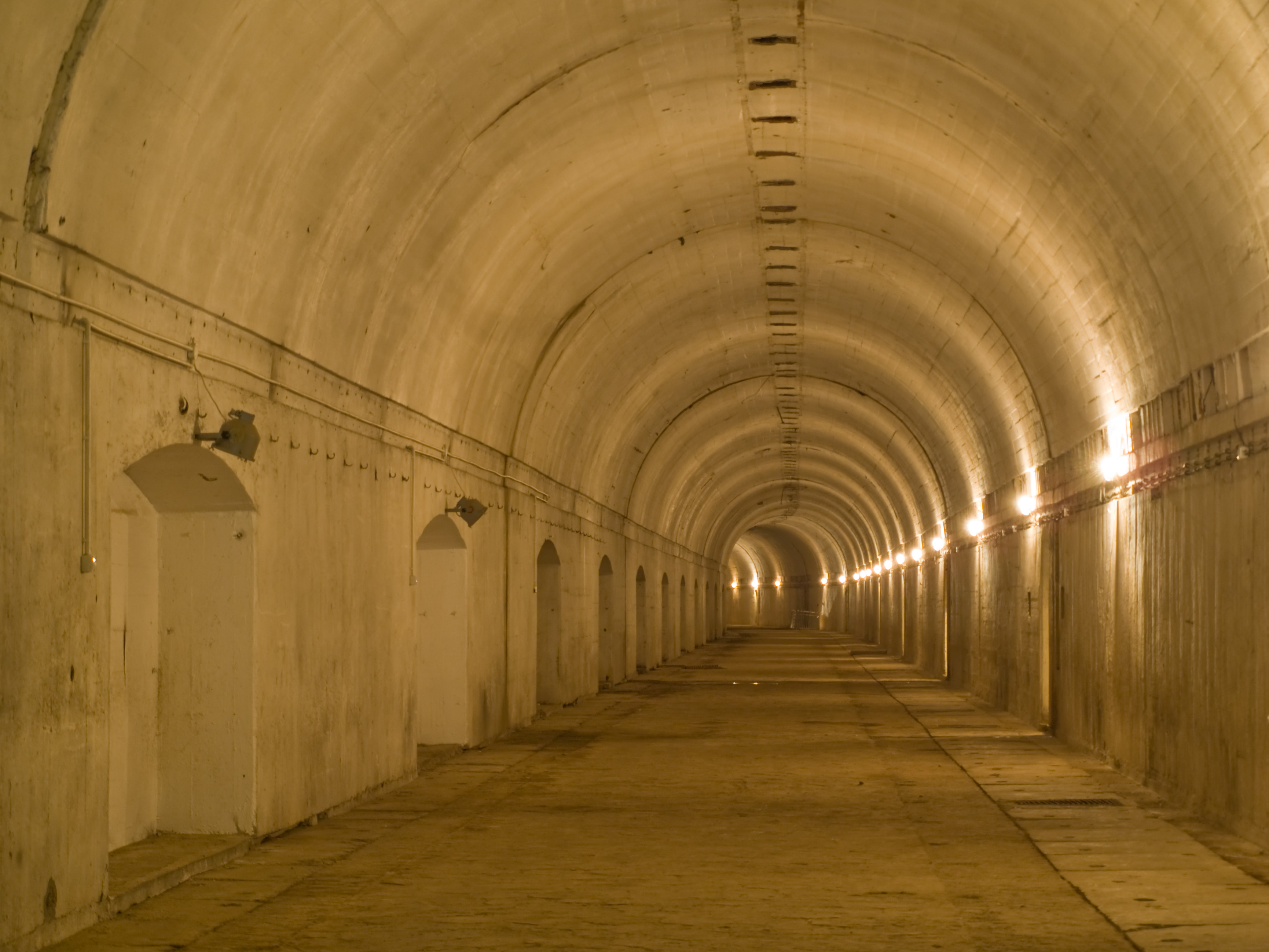
Blick in das Innere des bis heute erhaltenen Bunkers

Die Anlage Süd (auch als Askania Süd bezeichnet) war eine zeitweilig als Führerhauptquartier dienende Anlage, bestehend aus zwei Eisenbahnbunkern im südlichen Generalgouvernement, gebaut während des Zweiten Weltkriegs.

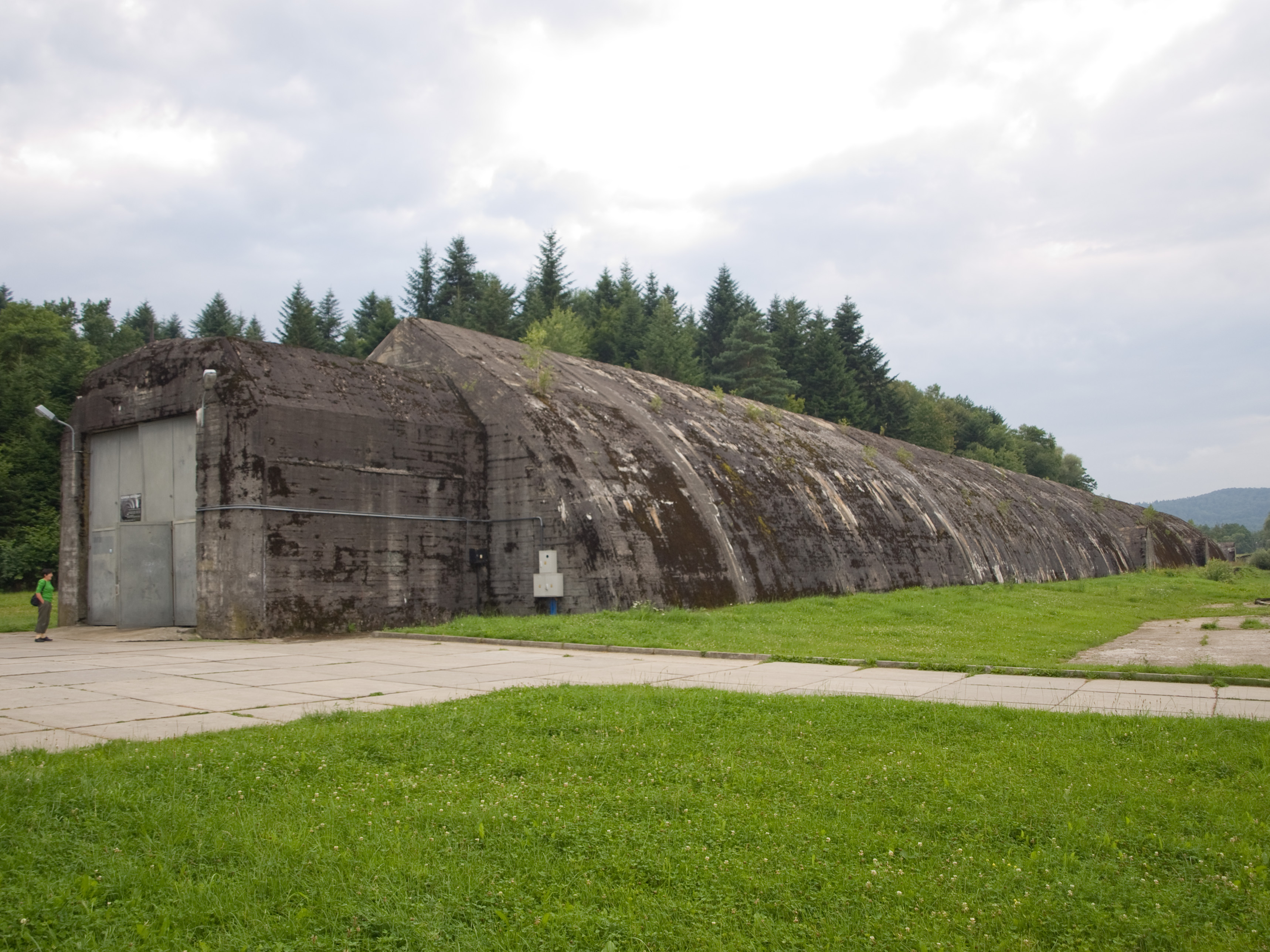
Militärtunnel in Stępina, Teil der Anlage Süd (Juli 2011)

Lage der Führerhauptquartiere

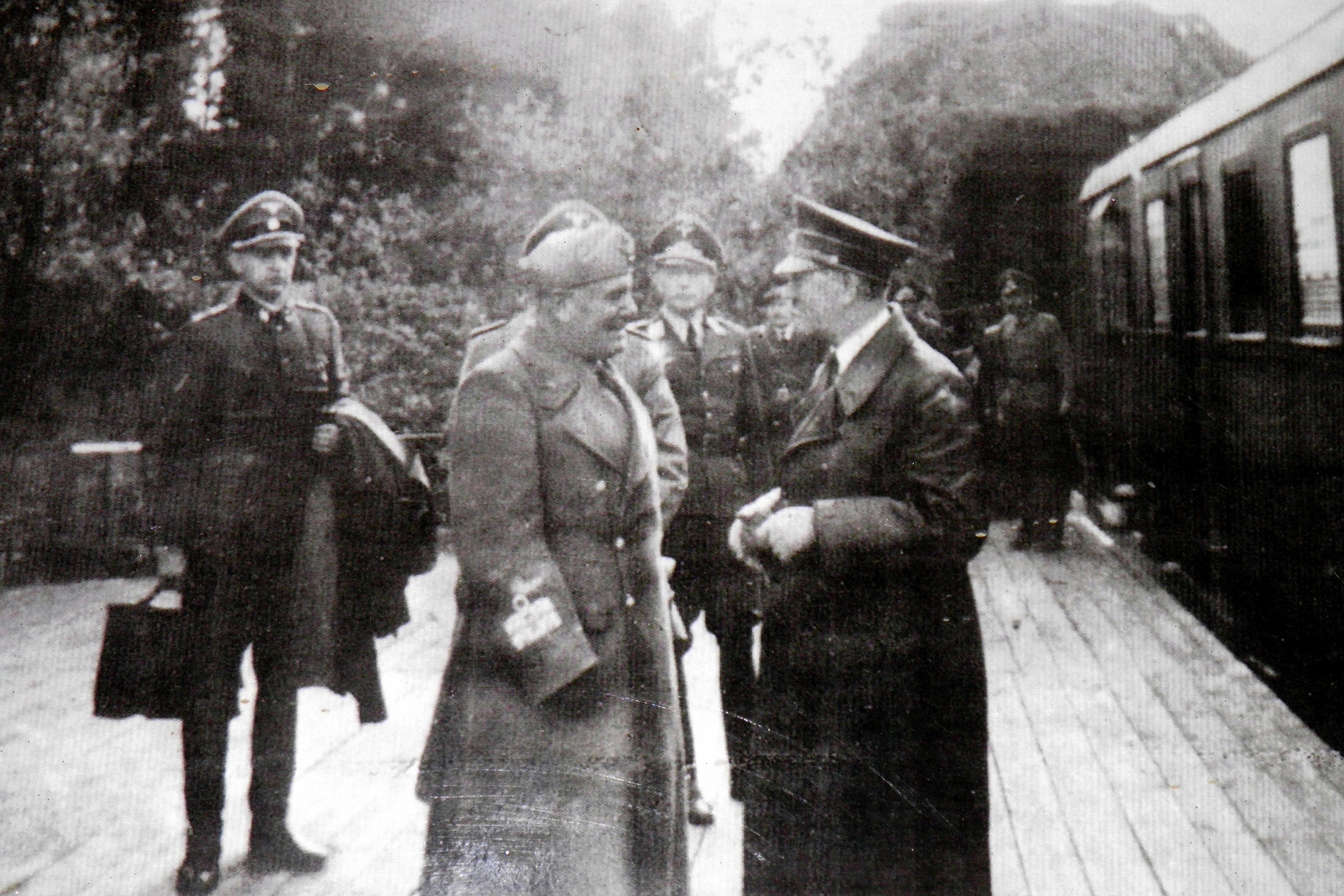
Treffen zwischen Adolf Hitler und Benito Mussolini im Führerbunker Anlage Süd in Stepina am 27. August 1941

Die beiden verstärkten Tunnel wurden in der Nähe der Bahnstrecke zwischen Rzeszów (Reichshof) und Jasło gebaut. Ein Bunker befand sich im Dorf Stępina (45 km südlich von Rzeszów) (bei 49 ° 52'18. 58 "N 21 ° 35'19. 04" E), der andere war in der Stadt Strzyżów (30 km südlich von Rzeszów) (bei 49 ° 52'13. 31 "N 21 ° 48'40. 96" E).

## Geschichte

### Errichtung der Anlage
Im Jahr 1940 begann die Wehrmacht mit dem Bau der Anlage, als Vorbereitung auf den Überfall auf die Sowjetunion 1941. Die Anlage mit einigen Bunkern rund um die Eisenbahnbunker wurde von besetzten ortsansässigen Polen errichtet.
Unter der Organisation Todt bauten bis zu 2000 Arbeiter diese Anlage. Gebaut wurden zwei Eisenbahnbunker mit einer Länge von fast 400 Metern, Breite 15 Meter und Höhe von 9 Metern bei einer Wandstärke von über zwei Metern aus Stahlbeton. Er verfügte über Gasschutztüren und fünf Ausgänge. Zusätzlich ein technischer Bunker mit Wasseraufbereitung, Heizraum und Versorgungstunnel, der vom Nebengebäude unterirdisch in den Eisenbahnbunker führte. Bunker für die Mannschaften und zur Verteidigung und FLAK-Bunker wurden errichtet. Weiterhin wurden dutzende Häuser, Kasernen, Funker und Wachtürme für die Verwaltung und Nahkampf gebaut oder umfunktioniert. In dem Eisenbahnbunker wurde ein System aus Luftkanälen, Luftschleusen und Filtersystemen eingebaut und gewährleistete perfekte Sicherheit im Falle von Angriffen, einschließlich des Einsatzes chemischer Kriegsführung. Der Bunker sollte einem Atombombenschlag standhalten sollen.
Auf einem danebenliegenden Feld wurde ein Flugplatz errichtet. Im Frühsommer 1941 war der Bau der Anlage fertig.

### Treffen zwischen Hitler und Mussolini
Am 27./28. August 1941 fand ein Treffen zwischen Hitler und Benito Mussolini statt. Für dieses Treffen hielt Mussolinis Zug rund 20 Stunden in einem der Eisenbahnbunker. Hitlers Sonderzug "Amerika" wurde etwa 17 km entfernt, im Eisenbahntunnel bei Stryzow abgestellt.
Das treffen dauerte mehrere Stunden und fand im Zug von Mussolini statt.

### Bis zum Ende der NS-Zeit
Nach dem Treffen von Hitler und Mussolini wurde der Bunker stets von 200 Soldaten in Bereitschaft gehalten, um einen Stabs- oder Spezialzug aufnehmen zu können. Zur Tarnung wurde der Bunker mit etlichen Netzen überzogen und mit grüner Farbe angesprüht.
Als im Sommer 1944 die Rückeroberungen der roten Armee kurz bis vor Stepina vorgedrungen waren, zogen sich die deutschen Soldaten samt Ausrüstung zurück. Im August 1944 war die rote Armee bis zu der Anlage vorgedrungen und nutzte die Bunker als Lazarett (Militärkrankenhaus).

### Nach dem 2. Weltkrieg
Nach Kriegsende gelang die gesamte Bunkeranlage in Besitz der polnischen Armee, welche allerdings keine Verwendung der Anlage hatte. Daher wurde die Anlage der polnischen Nationalbank (NBP) und später an die örtliche landwirtschaftliche Produktionsgenossenschaft vermietet, die hier Champignons züchtete.

### Heute
Der Bunker wurde nach Kriegsende stets instand gehalten, sodass heute er sich noch heute in gutem Zustand befindet. Auf der Bunkeranlage wird heute ein öffentliches Museum betrieben.
Die Schienen innerhalb der beiden Eisenbahnbunkern sind nicht erhalten geblieben, einige Schienenteile liegen immer noch im Bunker.